# Kabalo
Kabalo is een stad in de Democratische Republiek Congo in Centraal-Afrika. De stad in de provincie Tanganyika telde 194.724 inwoners bij de census van 2003, veelal Baluba. Kabalo ligt aan de oevers van de Lualaba, stroomafwaarts van de monding van de Luvua, en stroomopwaarts van de instroom van de Lukuga. Kabalo ligt zo'n honderd kilometer ten zuiden van Kongolo. De Lualabarivier gaat nog verder noordelijker over in de Kongo bij Kisangani.
In Kabalo bevindt zich een knooppunt van de Congolese spoorwegen, de Société nationale des chemins de fer du Congo. Vanuit de stad vertrekken de lijnen in noordelijke richting naar Kindu, de provinciehoofdplaats van Maniema, in oostelijke richting naar Kalemie aan het Tanganyikameer en in zuidelijke richting naar Kamina, eveneens een spoorwegknooppunt. De spoorwegen, toen eigendom van de BCK, de Compagnie du chemin de fer du Bas-Congo au Katanga, aangelegd in het interbellum, moesten de export van koper uit het ertsrijke Katanga onder Belgische controle houden, en minder afhankelijk van de verschillende transportroutes door Brits koloniaal gebied.
Op de luchthaven van Kabalo (IATA: KBO) crashte op 19 juni 2005 een Douglas C-47B Skytrain van Wimbi Dira Airways.

## Geboren in Kabalo
- Denis Mbuyu Manga (1939), Congolees jurist, politicus en minister
- Dany Verstraeten (1955), Belgisch nieuwsanker voor VTM